# Ghiacciaio di Tsa de Tsan
Il ghiacciaio di Tsa de Tsan (grafia alternativa omofona Tza de Tzan - pron. AFI: [tsa də tsɑ̃]) si trova alla testata della Valpelline, in Valle d'Aosta al confine con il Vallese. La sua massa si appoggia alla Tête de Valpelline ed al Rocher de la Division e sfocia in una seraccata al fianco del rifugio Aosta.

## Descrizione
Sino agli anni novanta del secolo XX la testata della Valpelline era occupata dal ghiacciaio alto di Tsa de Tsan e dal ghiacciaio des Grandes Murailles, che confluivano nel ghiacciaio inferiore di Tsa de Tsan, dalla cui bocca usciva il torrente Buthier. La totale scomparsa in seguito a fusione del Bas-Glacier ha spinto ad omettere Haut-Glacier nel nome corrente del ghiacciaio rimasto. La scomparsa in tempi relativamente recenti del ghiacciaio basso ha aperto il problema di rinominare i luoghi: alcuni iniziano a distinguere i due nuovi rami del torrente come Buthier de Tsa de Tsan e Buthier des Grandes Murailles. Tali nomi, però, non sono ancora stati adottati nella cartografia ufficiale della Regione, dove permane cartografato anche il ghiacciaio basso.

## Toponimo
Il toponimo deriva dalla voce francoprovenzale tsa, indicante l'ultimo alpeggio prima dei ghiacciai, e da tsan = campo/prato (cf. "champ" in francese); tsa de tsan indica quindi ultimo alpeggio del campo/prato.
Sul lato sinistro orografico della valle, intorno a quota 2600 m, sono presenti i ruderi di un omonimo alpeggio sovrastante lo scomparso basso ghiacciaio di Tsa de Tsan, alpeggio che ha dato il nome ai ghiacciai circostanti.

## Variazioni frontali
I dati disponibili mostrano che nel medio evo l'estensione del ghiacciaio era ridotta.
Con la piccola era glaciale si è verificata una notevole espansione, la confluenza con il ghiacciaio des Grandes Murailles ed il fronte glaciale raggiungeva la quota di 2156 m, poco al di sopra dell'Alpe Gorgé.
La successiva fase di ritiro ha portato ad una nuova separazione dei due ghiacciai, già segnalata nel 1956 e completata nel decennio seguente. Gli ultimi dati disponibili collocano la fronte del ghiacciaio alla quota di 2.610 metri, con un ritiro superiore al chilometro nell'ultimo secolo.

## Dinamica glaciale
Il ghiacciaio è un sito pilota per l'applicazione di modelli matematici finalizzati alla simulazione della dinamica glaciale. Le simulazioni attuali prevedono una sostanziale scomparsa della parte valliva del ghiacciaio entro il 2050.